# Wacław Sierpiński
Wacław Franciszek Sierpiński (ur. 14 marca 1882 w Warszawie, zm. 21 października 1969 tamże) – polski matematyk, jeden z czołowych przedstawicieli warszawskiej szkoły matematycznej i twórców polskiej szkoły matematycznej; wieloletni profesor Uniwersytetu Warszawskiego i przewodniczący rady naukowej Instytutu Matematycznego Polskiej Akademii Nauk (IM PAN). Członek kilkunastu akademii nauk, w tym członek rzeczywisty Polskiej (PAN) i jej wiceprezes (1952–1957), prezes Towarzystwa Naukowego Warszawskiego (1931–1952) i Polskiego Towarzystwa Matematycznego (1928–1930) oraz jego członek honorowy. Wyróżniony szeregiem odznaczeń polskich i zagranicznych, doktoratów honorowych i innych nagród; kawaler Krzyża Wielkiego Orderu Odrodzenia Polski oraz Legii Honorowej III klasy. Dydaktyk matematyki i jej popularyzator.
Zajmował się teorią liczb, analizą matematyczną i podstawami matematyki – teorią mnogości, topologią mnogościową oraz teorią kategorii. W teorii liczb badał zwłaszcza liczby całkowite, w analizie – funkcje rzeczywiste i teorię miary, a w teorii mnogości – teorię opisową i ogólną. Szczególne znaczenie mają jego prace w tej ostatniej dziedzinie, co sam przyznawał, określając się jako badacz nieskończoności. Analizował pewnik wyboru i hipotezę continuum, m.in. ich konsekwencje i warunki równoważne. Zostawił po sobie obszerny dorobek: 57 książek, 724 prace i komunikaty, 107 artykułów i przemówień oraz 12 skryptów. Wypromował też co najmniej kilku doktorów, współtworzył czasopismo „Fundamenta Mathematicae” i redagował „Acta Arithmetica”, wznawiając je po II wojnie światowej. Działał też społeczno-politycznie, uczestnicząc w strajkach z 1905 roku, wojnie polsko-bolszewickiej, krytykując reformy Janusza Jędrzejewicza i cenzurę w socjalistycznej Polsce, choć z tej krytyki PRL publicznie się wycofał.
Jego nazwisko nosi kilka terminów naukowych, medal przyznawany przez UW i PTM polskim matematykom, związany z tym medalem wykład okolicznościowy oraz krater na Księżycu.

## Życiorys

### Młodość
Urodził się w rodzinie Konstantego, lekarza, i Ludwiki z Łapińskich. W 1900 ukończył V Gimnazjum Klasyczne w Warszawie i rozpoczął studia na Wydziale Fizyko-Matematycznym Cesarskiego Uniwersytetu Warszawskiego. Studia ukończył w roku 1904, uzyskując stopień kandydata nauk i złoty medal za pracę z teorii liczb na temat podany przez prof. G. F. Woronoja, a od jesieni został mianowany nauczycielem matematyki i fizyki w IV Gimnazjum Żeńskim. Uczestniczył w strajku szkolnym w 1905, porzucił pracę i wyjechał do Krakowa.

### Początki kariery naukowej
W 1906 uzyskał stopień doktora filozofii na Wydziale Filozoficznym Uniwersytetu Jagiellońskiego na podstawie pracy O sumowaniu szeregu Σ m2+n2≤x f(m2 +n2) (jego promotorem był botanik Edward Janczewski-Glinka). Po powrocie do Warszawy uczył w polskich szkołach średnich prywatnych, w Seminarium Nauczycielskim w Ursynowie oraz wykładał matematykę na Wydziale Przyrodniczym Towarzystwa Kursów Naukowych (1906–1908), w latach 1907–1908 pełnił również funkcję sekretarza Wydziału.
W 1907 wyjechał na kilkumiesięczne studia do Getyngi, gdzie zetknął się z Constantinem Carathéodorym. W styczniu 1908 został członkiem Towarzystwa Naukowego Warszawskiego, a w lipcu habilitował się na Uniwersytecie Lwowskim na podstawie prac z teorii liczb i rozpoczął tam w 1909 wykłady z teorii mnogości jako osobnego przedmiotu, początkowo na stanowisku docenta.
We wrześniu 1910 otrzymał nominację na profesora nadzwyczajnego, został kierownikiem II Katedry Matematyki. W latach 1910–1914 wydał pierwsze swoje książki: Teoria liczb niewymiernych, Zarys teorii mnogości, Teoria liczb. Prace te zostały nagrodzone przez Akademię Umiejętności w Krakowie, która wybrała go w 1917 swoim członkiem korespondentem.

### I wojna światowa

Trójkąt Sierpińskiego jest samopodobny

Wybuch I wojny światowej zastał go z rodziną na Białorusi w majątku teściów, Poznajowie. Jako poddany austriacki został internowany w Wiatce. Dzięki staraniom matematyków moskiewskich zezwolono mu w 1915 na przyjazd do Moskwy. Wówczas nawiązał przyjaźń i współpracę z Mikołajem Łuzinem, z którym opublikował 8 wspólnych prac. W Wiatce i Moskwie napisał I tom Analizy matematycznej, dedykując tę pracę reaktywowanemu Uniwersytetowi Warszawskiemu.
W lutym 1918 przez Finlandię i Szwecję wrócił do Polski i przez semestr letni 1918 wykładał na Uniwersytecie Lwowskim, a od jesieni 1918 wykładał już na Uniwersytecie Warszawskim, gdzie w kwietniu 1919 otrzymał nominację na profesora zwyczajnego.

### Wojna polsko-bolszewicka
W czasie wojny polsko-bolszewickiej pracował w Wydziale II Radiowywiadu Biura Szyfrów Oddziału II Sztabu Generalnego Naczelnego Dowództwa kierowanym przez Jana Kowalewskiego, razem m.in. ze Stefanem Mazurkiewiczem i Stanisławem Leśniewskim brał udział w łamaniu sowieckich szyfrów.

### Okres międzywojenny
W 1920 roku Sierpiński wspólnie z Zygmuntem Janiszewskim i Stefanem Mazurkiewiczem założyli „Fundamenta Mathematicae” – pierwsze w świecie specjalistyczne czasopismo matematyczne poświęcone teorii mnogości i jej zastosowaniom oraz logice matematycznej.
W 1921 roku Polska Akademia Umiejętności powołała go na członka czynnego i wyróżniła nagrodą za „Fundamenta Mathematicae”.
W latach międzywojennych prowadził czynne życie naukowe, wydał 8 książek, dwie broszury oraz 7 podręczników szkolnych, pisanych wspólnie ze Stefanem Banachem i Włodzimierzem Stożkiem.
Od 1931 roku pełnił funkcję prezesa Towarzystwa Naukowego Warszawskiego (aż do jego wcielenia do PAN w 1952 roku). Był organizatorem i prezesem I Kongresu Matematyków Słowiańskich w Warszawie w 1929. Brał także udział jako delegat PAU w Międzynarodowych Kongresach Matematycznych w Toronto (1924), Bolonii (1928), Zurychu (1932) i Oslo (1936).

### II wojna światowa
Wybuch II wojny światowej zastał go w Warszawie. W okresie okupacji pracował formalnie jako urzędnik magistratu polskiego w Warszawie. Równocześnie nadal prowadził działalność dydaktyczną, wykładając w podziemnym uniwersytecie. Nie przerwał także pracy naukowej. Niektóre spośród licznych jego prac były publikowane w Sprawozdaniach Akademii Papieskiej w Rzymie; napisał też Zasady algebry wyższej (1946). W październiku 1944 mieszkanie Sierpińskich zostało spalone, wraz z nim cenna biblioteka. Po przejściu przez obóz w Pruszkowie w lutym 1945 dotarł do Krakowa.

### Okres powojenny
Przez semestr letni 1945 wykładał na Uniwersytecie Jagiellońskim, jesienią wrócił na swą katedrę do Warszawy i wznowił wydawanie Fundamenta Mathematicae. W 1948 rozpoczął pracę w Państwowym Instytucie Matematycznym, a po przekształceniu tegoż w Instytut Matematyczny PAN objął w 1953 przewodnictwo Rady Naukowej Instytutu i piastował je do 1967. W latach 1956–1969 był redaktorem naczelnym wznowionego po przerwie wojennej pisma Acta Arithmetica. Był sygnatariuszem Listu 34 (protestu przeciw cenzurze), później, po represjach władzy wobec jego sygnatariuszy, był jednym z dziesięciu sygnatariuszy innego listu do The Times, zawierającego stwierdzenie, że w Polsce nie było represji i dyskredytującego Radio Wolna Europa. Przeszedł na emeryturę z instytutu i uniwersytetu w 1960. W 1961 otrzymał Nagrodę „Problemów” za osiągnięcia w dziedzinie popularyzowania nauki.

### Miejsce spoczynku

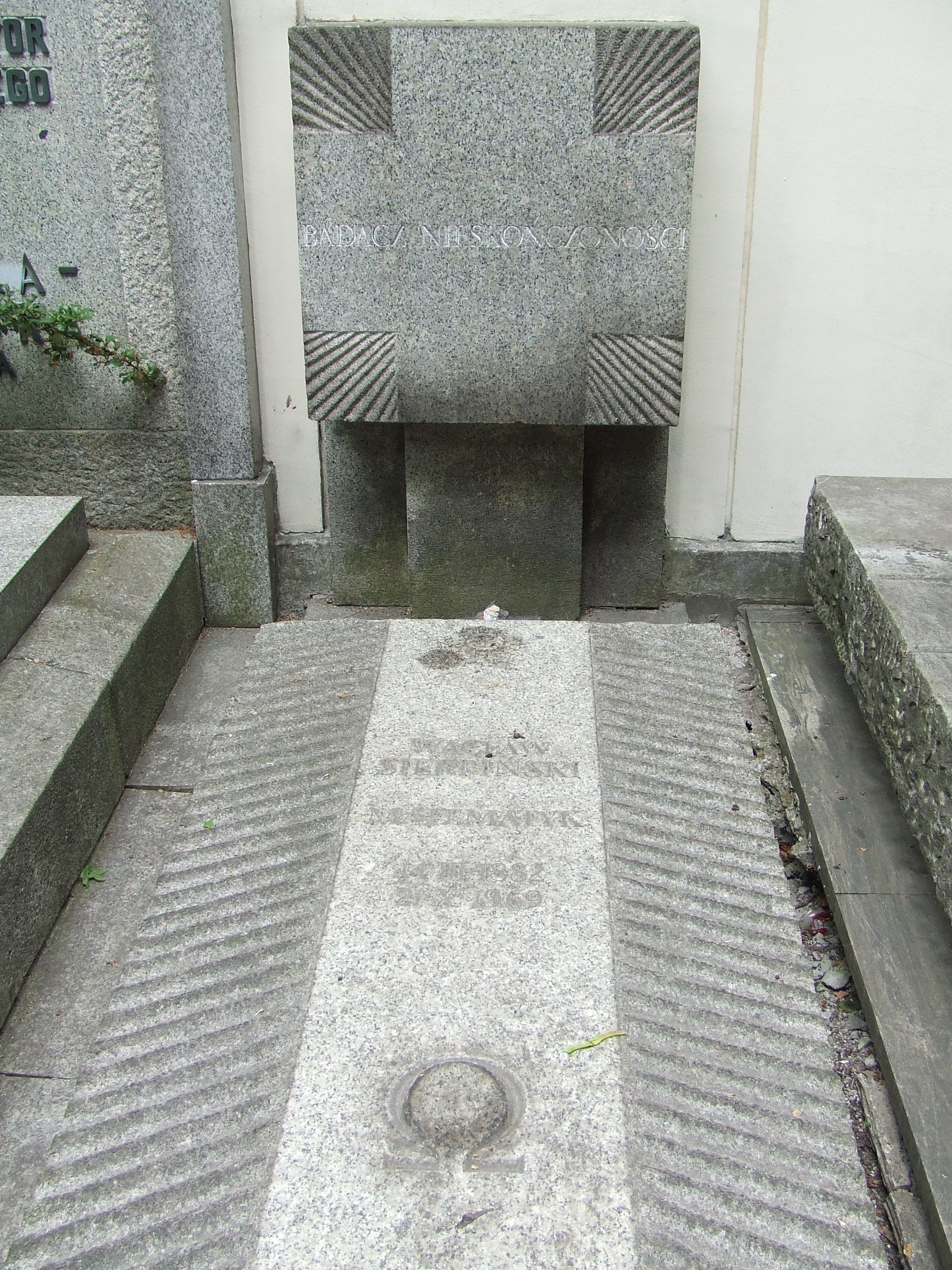
Grób Wacława Sierpińskiego w Alei Zasłużonych na cmentarzu Powązkowskim

Został pochowany 25 października 1969 na cmentarzu Powązkowskim w Warszawie (Aleja Zasłużonych-1-153). Z ramienia ówczesnych władz w pogrzebie wzięli udział: minister oświaty i szkolnictwa wyższego prof. Henryk Jabłoński, prezes PAN prof. Janusz Groszkowski oraz zastępca kierownika Wydziału Nauki i Oświaty KC PZPR prof. Zdzisław Kaczmarek. W imieniu środowiska naukowego przemawiał prof. Janusz Groszkowski oraz prof. Kazimierz Kuratowski. Rektor Uniwersytetu Warszawskiego prof. Zygmunt Rybicki odczytał depeszę kondolencyjną od przewodniczącego Rady Państwa PRL Mariana Spychalskiego.

### Uczniowie
Wśród jego uczniów byli m.in.:

- Stefan Mazurkiewicz,
- Stanisław Ruziewicz,
- Kazimierz Kuratowski,
- Kazimierz Zarankiewicz,
- Otto Nikodym,
- Adolf Lindenbaum,
- Jerzy Spława-Neyman,
- Władysław Ślebodziński,
- Bronisław Knaster,
- Stanisław Saks,
- Antoni Zygmund,
- Karol Borsuk,
- Edward Szpilrajn-Marczewski,
- Antoni Wakulicz,
- Jerzy Browkin,
- Andrzej Rotkiewicz,
- Andrzej Schinzel.

## Książki
Sierpiński opublikował między innymi:
- 1923: Zarys teorji mnogości. Cz. 1, Liczby pozaskończone, Wydawnictwo Kasy Pomocy dla Osób Pracujących na Polu Naukowem im. J. Mianowskiego;
- 1925: Funkcje przedstawialne analityczne, Ossolineum;
- 1928: Zarys teorji mnogości. Cz. 2, Topologja ogólna, Wydawnictwo Kasy im. Mianowskiego;
- 1932: Wstęp do teorji funkcji zmiennej rzeczywistej, Książnica Atlas;
- 1933: Wstęp do teorji liczb, Książnica-Atlas;
- 1956: O rozwiązywaniu równań w liczbach całkowitych, Państwowe Wydawnictwo Naukowe;
- 1957: O rozkładach liczb wymiernych na ułamki proste, PWN;
- 1959: Teoria liczb. Cz. 2, PWN;
- 1964: O teorii mnogości: wybrane zagadnienia dla szkół średnich, PZWS.

## Członkostwo w akademiach i towarzystwach naukowych

### Polskie
- Towarzystwo Naukowe Warszawskie – członek od 1908, członek zwyczajny od 1929, wiceprezes (1925–1931), prezes (1931–1952)
- Akademia Umiejętności – członek korespondent od 1917
- Polska Akademia Umiejętności – członek czynny od 1921
- Towarzystwo Naukowe we Lwowie – członek czynny od 1926
- Polskie Towarzystwo Matematyczne – prezes (1928–1930), członek honorowy (od 1964)
- Polska Akademia Nauk – członek rzeczywisty od 1952, w latach 1952–1957 wiceprezes, w latach 1957–1968 członek prezydium
- Poznańskie Towarzystwo Przyjaciół Nauk (członek od 1949)
- Wrocławskie Towarzystwo Naukowe (członek honorowy od 1964)
- Towarzystwo Nauczycieli Szkół Średnich i Wyższych (prezes 1927–1933)
- Towarzystwo Popierania Współpracy Naukowej z Francją (prezes 1959–1963)
- Towarzystwo Przyjaźni Polsko-Rumuńskiej (prezes w okresie międzywojennym)

### Zagraniczne
Członek:
- Towarzystwa Geograficznego w Limie (od 1928, od 1932 członek honorowy),
- Serbskiej Akademii Nauk i Sztuk (od 1932),
- Rumuńskiej Akademii Nauk (od 1932, członek honorowy od 1934),
- Królewskiego Towarzystwa Naukowego w Liège (od 1934),
- Bułgarskiej Akademii Nauk (od 1934),
- Jugosłowiańskiej Akademii Nauk (od 1938),
- włoskiej królewskiej akademii nauk fizycznych i matematycznych w Neapolu (członek korespondent od 1939)[15],
- Accademia dei Lincei w Rzymie (od 1947),
- paryskiej Akademii Nauk (od 1948),
- Niemieckiej Akademii Nauk w Berlinie (od 1950),
- Akademii Nauk w Nowym Jorku (od 1959),
- Czechosłowackiej Akademii Nauk (od 1960),
- Królewska Holenderska Akademia Sztuk i Nauk (od 1961),
- Międzynarodowej Akademii Filozofii Nauki (od 1961, wiceprezes w latach 1962–1965),
- Papieskiej Akademii Nauk (od 1968).

## Ordery i odznaczenia
- Krzyż Wielki Orderu Odrodzenia Polski (1957)
- Order Sztandaru Pracy I klasy (1951)
- Krzyż Komandorski z Gwiazdą Orderu Odrodzenia Polski (22 lipca 1951)[16]
- Krzyż Komandorski Orderu Odrodzenia Polski (7 listopada 1925)[17][18]

- Wielki Oficer Orderu Korony Rumunii (Rumunia, 1930)[18]
- Wielki Oficer Orderu Zasługi Cywilnej (Bułgaria, 1939)
- Krzyż Zasługi II klasy (Węgry, 1932)[18]
- Komandor Orderu Legii Honorowej (Francja, 1958)
- Oficer Orderu Legii Honorowej (Francja, 1933)[18]

## Wyróżnienia

### Doktoraty honoris causa
Sierpiński otrzymał co najmniej 10 doktoratów honorowych:
- Uniwersytetu Jana Kazimierza we Lwowie (1929) Amsterdamie (1932), Tartu (1932), Sofijskiego w Sofii (1939)[19], Paryskiego (1939), Bordeaux (1947), Pradze (1948), Wrocławiu (1948), Lucknow (1949), Moskwie (1967).

### Nagrody
- Nagroda Akademii Umiejętności (1911, 1913, 1917)
- Nagroda Polskiej Akademii Umiejętności (1921)
- Nagroda miasta stołecznego Warszawy (1929, 1954)
- Nagroda im. Stanisława Zaremby (1946)[20]
- Nagroda Państwowa I stopnia (1951)
- Nagroda Fundacji A. Jurzykowskiego (1968)

## Upamiętnienie
- Decyzją Międzynarodowej Unii Astronomicznej w 1976 roku imieniem Wacława Sierpińskiego został nazwany krater Sierpiński na Księżycu.
- Od 1974 Uniwersytet Warszawski i Polskie Towarzystwo Matematyczne nadają matematykom związanym z Polską Medal im. Wacława Sierpińskiego za wybitne osiągnięcia naukowe[21].
- 23 listopada 1982 Poczta Polska wprowadziła do obiegu pocztowego znaczek z wizerunkiem Wacława Sierpińskiego o nominale 6 zł (nr kat. 2689), w ramach serii „Matematycy polscy”[22].
- Istnieją też upamiętnienia pośrednie, odwołujące się do pojęć nazwanych jego nazwiskiem. Olimpiada Matematyczna za swój logotyp przyjęła trójkąt Sierpińskiego, a Olimpiada Matematyczna Juniorów (wcześniej: gimnazjalistów) – dywan Sierpińskiego.